# Solnhofenský vápenec

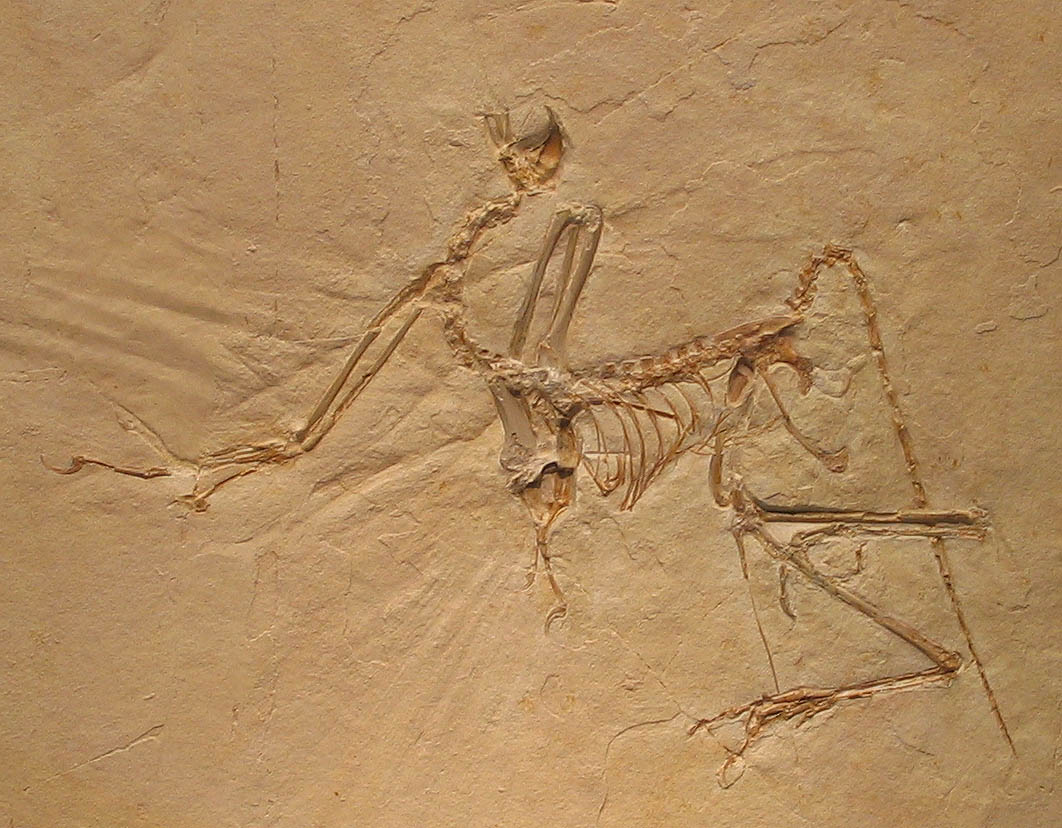
Archaeopteryx bavarica

Solnhofenský vápenec (německy Solnhofener Plattenkalk) je pojem, vztahující se k výrazným vrstvám svrchnojurských sedimentů, ležících na území dnešního Bavorska (nedaleko měst Solnhofen, dříve Solenhofen, a Eichstätt).

## Charakteristika
Tento jemnozrnný litografický vápenec je dlouhodobě těžen a také zkoumán paleontology. Obsahuje totiž velké množství zkamenělin z období pozdní jury (asi před 153 až 148 miliony let), a to zejména mořských bezobratlých, ryb, želv ale také dinosaurů a "praptáka" archeopteryxe. Tyto organismy obývaly zmíněnou oblast v době, kdy byla rozsáhlým souostrovím s mnoha lagunami na okraji dávného moře Tethys. Zkameněliny z vrstev tohoto vápence jsou dnes umístěny například v Jura Museum v Eichstättu nebo v Bürgermeister Müller Museum v Solnhofenu. Významné bylo též litografické využití solnhofenského, tehdy ještě solenhofenského, vápence kupříkladu na tiskové desky otisků z originální mapy stabilního katastru.

## Významné taxony
Mezi významné nálezy z těchto sedimentů patří tyto rody dinosaurů a ptakoještěrů:
- Anurognathus ammoni
- Archaeopteryx lithographica, A. bavarica
- Compsognathus longipes
- Ctenochasma elegans, C. roemeri, C. taqueti
- Cycnorhamphus suevicus
- Germanodactylus cristatus, G. rhamphastinus
- Gnathosaurus subulatus
- Juravenator starki
- Pterodactylus antiquus
- Rhamphorhynchus muensteri
- Scaphognathus crassirostris
- Wellnhoferia grandis

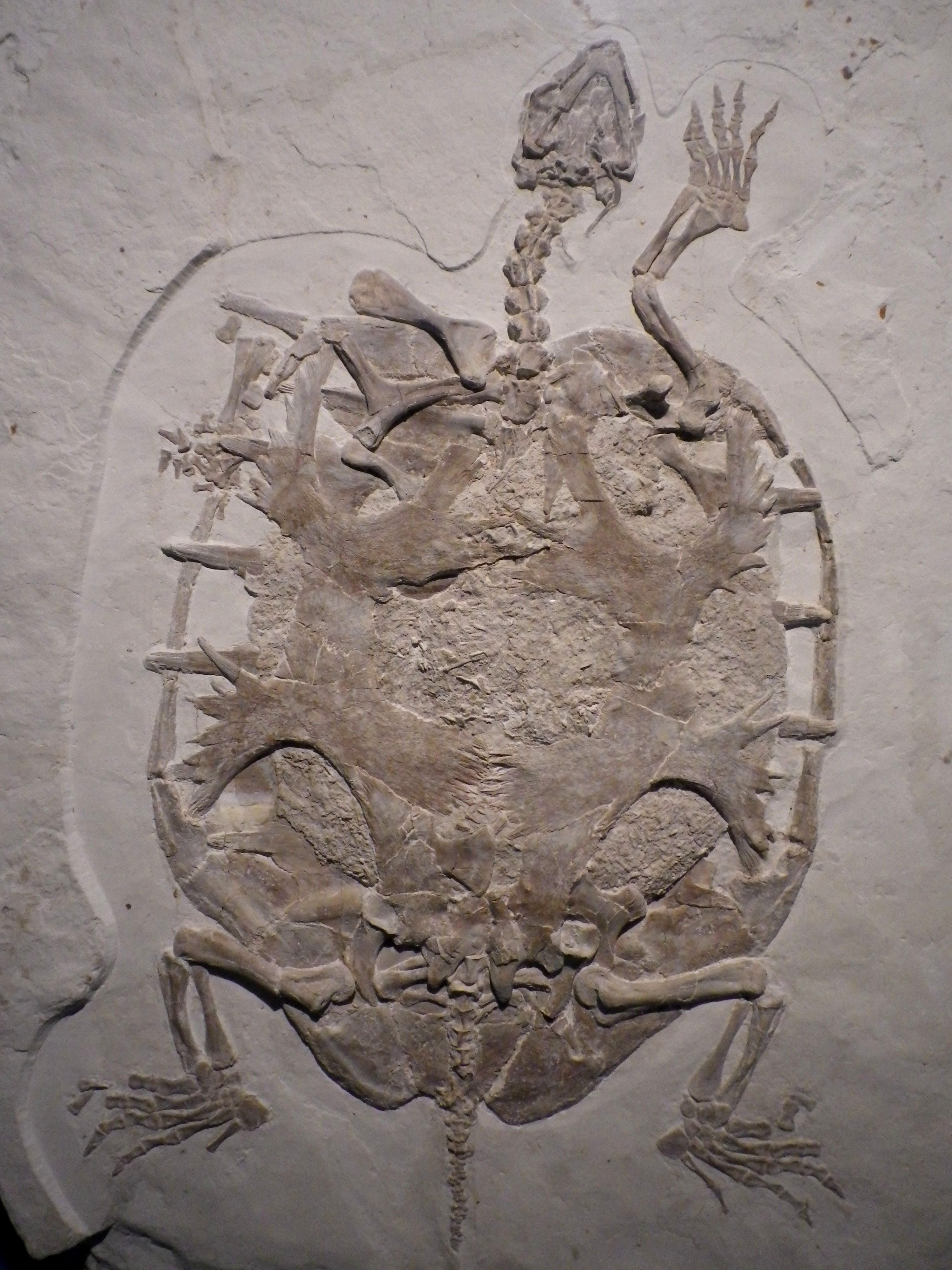
Fosilie želvy
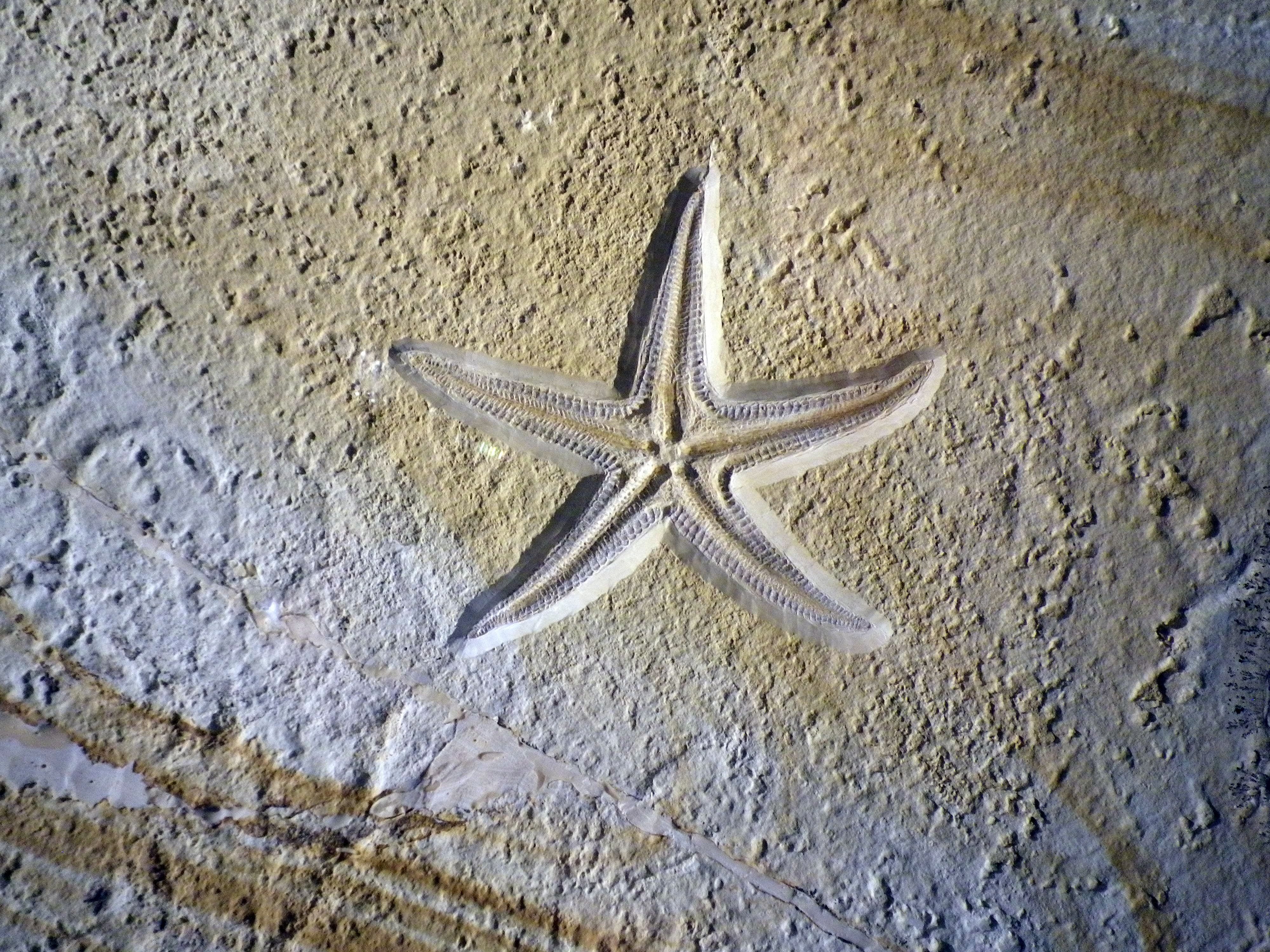
Hvězdice
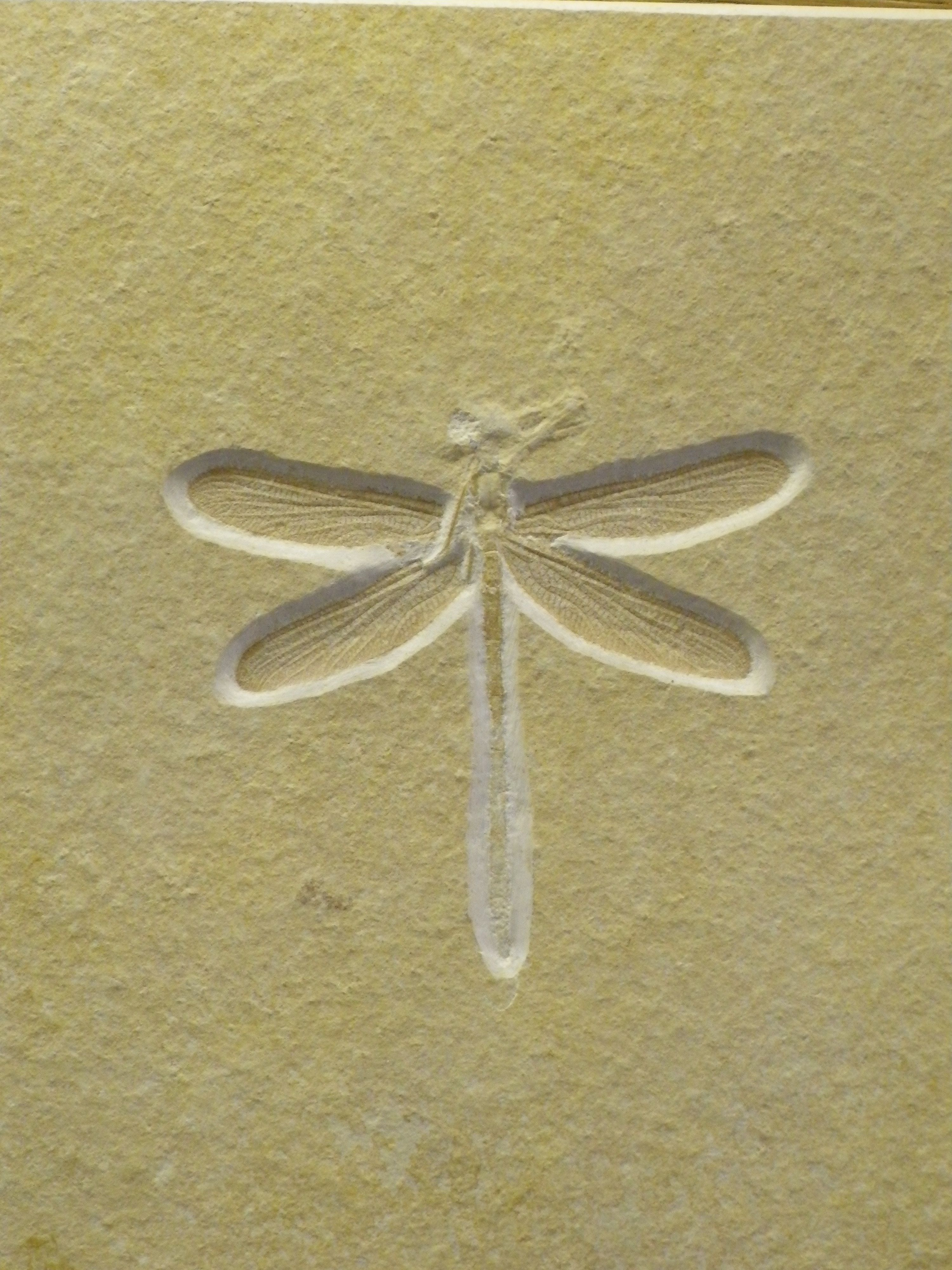
Vážka (Museum Bergér)
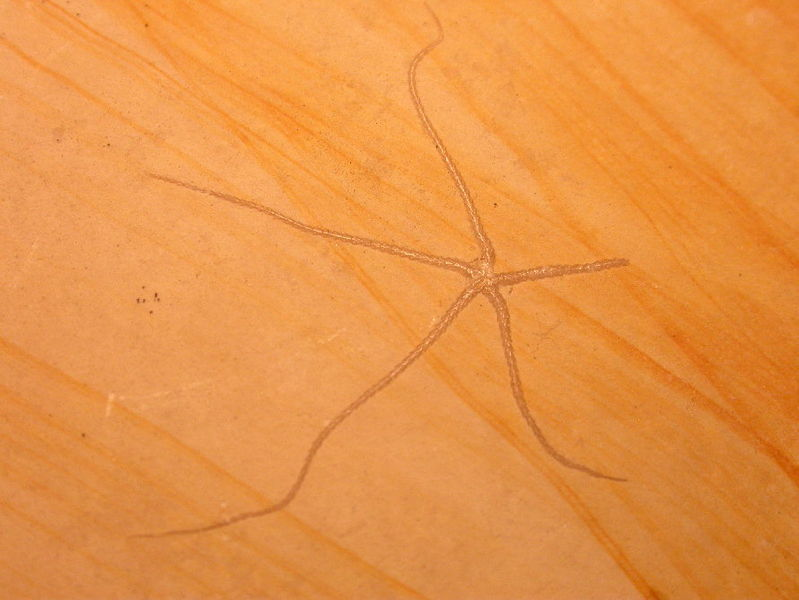
Hadice
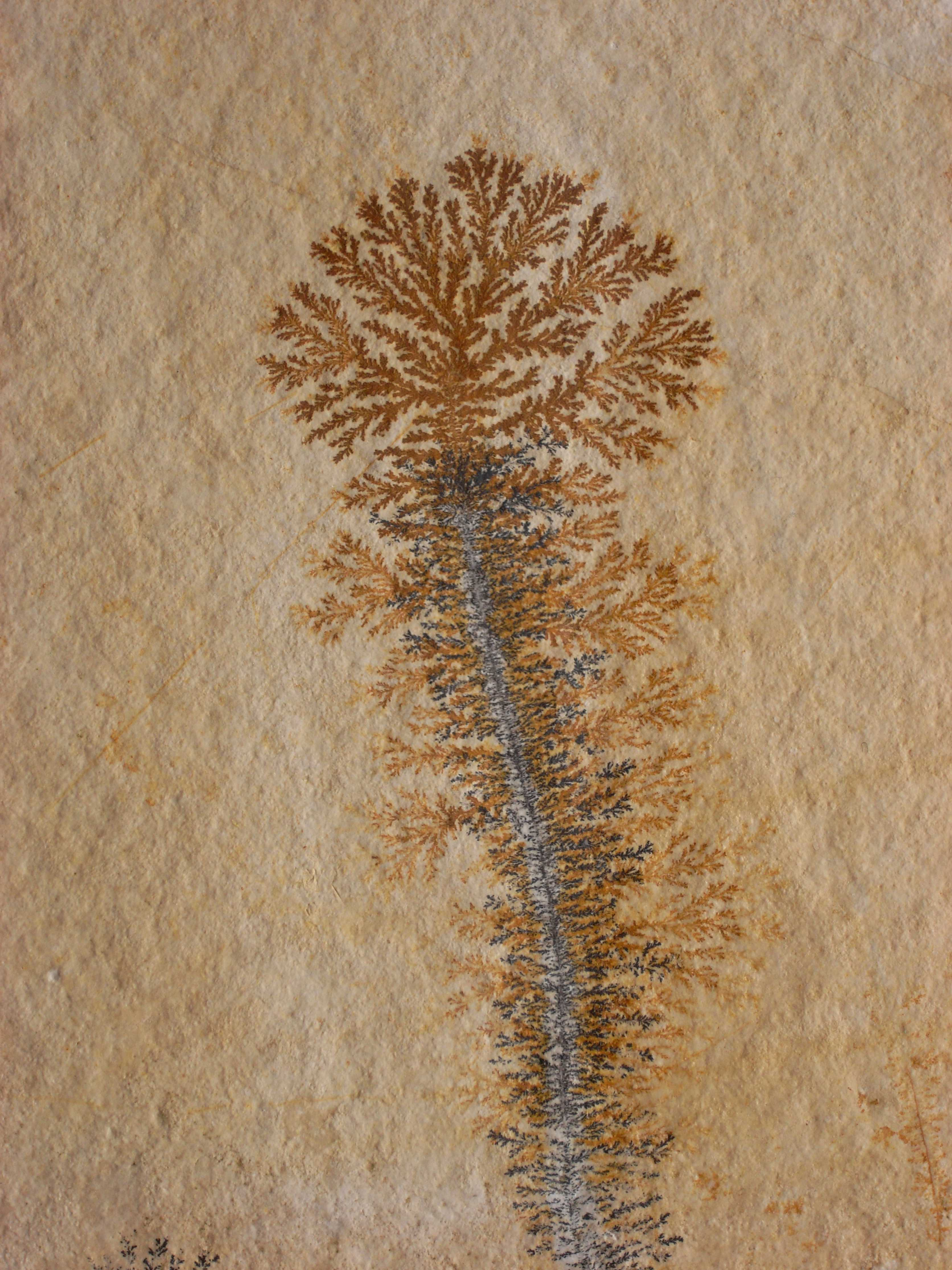
Dendrity